# Aurelhan (Alts Pirineus)
Aurelhan (en francès Aureilhan) és un municipi francès situat al departament dels Alts Pirineus i a la regió d'Occitània.

## Demografia
| 1962                                       | 1968  | 1975  | 1982  | 1990  | 1999  | 2007  |
| ------------------------------------------ | ----- | ----- | ----- | ----- | ----- | ----- |
| 5.835                                      | 6.782 | 7.895 | 7.590 | 7.454 | 7.447 | 7.881 |
| Des de 1962: població sense dobles comptes |       |       |       |       |       |       |

## Administració
| Període   | Identitat      | Partit |
| --------- | -------------- | ------ |
| 2001-2008 | Pierre Dussert | PS     |
| 2008-     | Yannick Boubée | PS     |

## Agermanaments
- Alfaro